# アルバロ・オブレゴン (メキシコシティ)
アルバロ・オブレゴン（スペイン語: Álvaro Obregón）は、メキシコシティを構成する16の管轄区域のひとつ。メキシコシティ西部に位置する。
メキシコ革命の指導者のひとりで20世紀はじめのメキシコの大統領だったアルバロ・オブレゴンから名前を得ている。オブレゴンは1928年にこの地で暗殺された。それ以前はサン・アンヘルと呼ばれていた。現在も地区名としてのサン・アンヘルは残っている。

## 地理
アルバロ・オブレゴンはメキシコシティ西部に位置し、面積は88.79平方キロメートルである。ミゲル・イダルゴ、クアヒマルパ・デ・モレロス、マグダレナ・コントレラス、トラルパン、コヨアカン、ベニート・フアレスと接している。南西端でメヒコ州オコヨアカクと境をなす。
メキシコ盆地南西のシエラ・デ・ラス・クルセス山地の麓にあたり、北東部は低い平地だが、もっとも高い火山は標高3,820メートルある。南部に行くにしたがって標高が高くなる。北部は都市化しているが、全体の24%を占める南部の高地は森林である。
アルバロ・オブレゴンは257の地区(colonia, barrio, fraccionamiento)から構成される。主要な地区にサン・アンヘル、サン・アンヘル・イン、トラコパク、エルミータ、チマリスタク、フロリダ、ペドレガル・デ・サン・アンヘルがある。

## 人口
2010年の国勢調査によれば人口は727,034人である。

## 見どころ

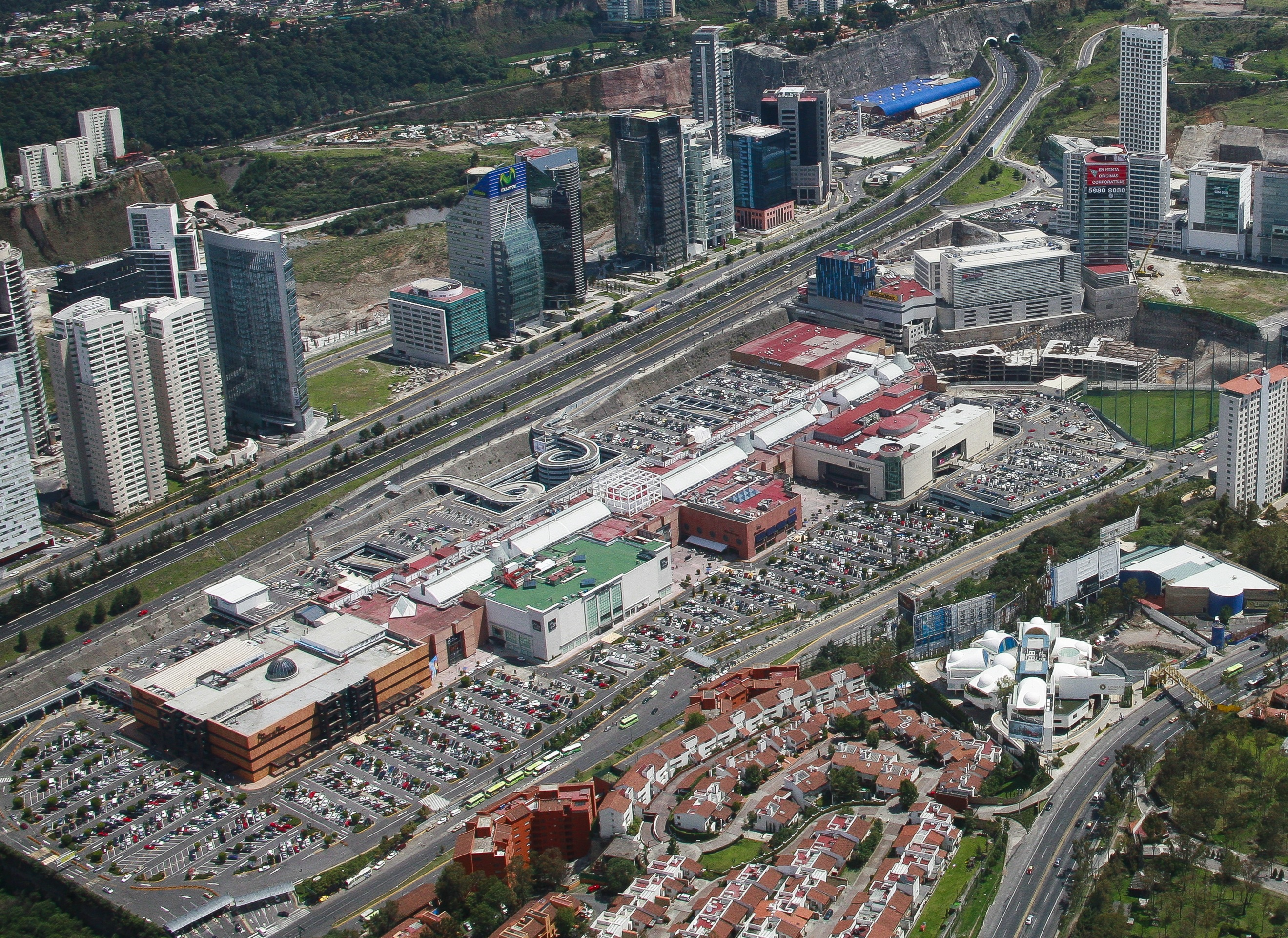
セントロ・サンタフェ

クアヒマルパ・デ・モレロスとの間にまたがるサンタフェ地区は元々ごみの埋立地であったものを再開発してビジネス街にしたもので、1993年に開店した巨大なショッピングセンターのセントロ・サンタフェ (Centro Santa Fe) で知られる。
サン・アンヘル地区はプエブロ・マヒコにならって2011年に制定されたメキシコシティの21の「バリオス・マヒコス」（魔法の地区）のひとつに選ばれた。
南部にはデシエルト・デ・ロス・レオネス国立公園の一部があるが、主要部分はクアヒマルパ・デ・モレロスに属する。もとはカルメル会の修道院だった。

## 交通
東部には南北にインスルヘンテス通り、革命通り、外部環状道路が走る。また北端にはコンスティトゥイェンテス通りが走るほか、東西を結ぶいくつかの通りがある。2013年にはサンタフェ地区と外部環状線を結ぶ有料の高速道路スペルビア・ポニエンテ（西部スーパーウェイ）が開通した。
メキシコシティ地下鉄の1・3・7号線の駅がある。9号線と12号線を延伸する計画がある。

## 歴史

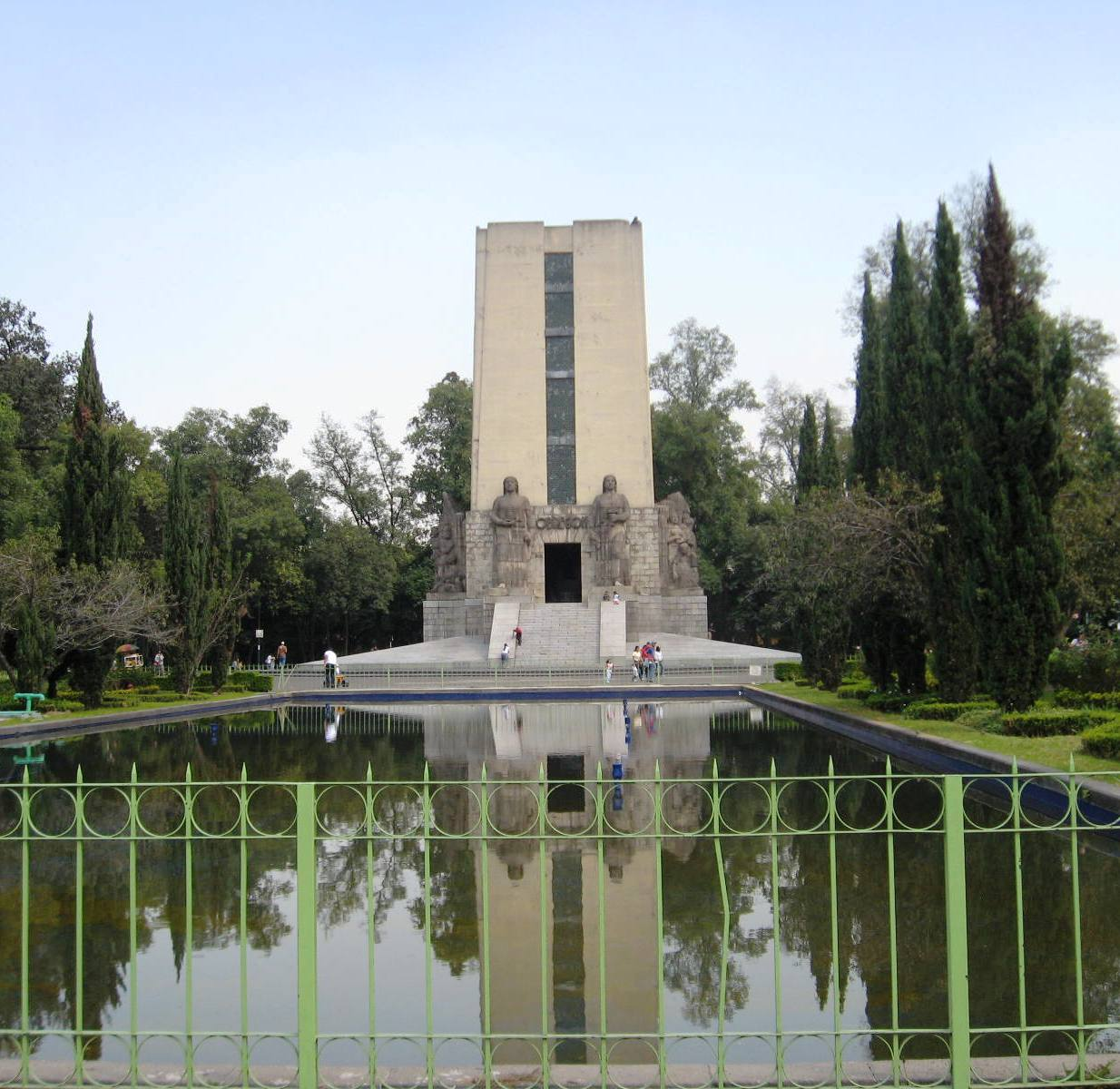
アルバロ・オブレゴンの記念碑（サン・アンヘル地区）

伝説によると、テノチティトランを建設する以前のメシカは岩だらけのティサアパンという所に住んでいたとされる。今のアルバロ・オブレゴンにはティサパン地区がある。
スペイン人の到来以前からこの地には人が住んでいたものの、現在のサン・アンヘルなどの町はスペイン人によって作られたもので、当時コヨアカンが統治していた。ドミニコ会、ついでカルメル会がこの地で宣教活動を行い、また紡績や果樹園などの産業を興した。1617年ごろにカルメル会の聖人であるサン・アンヘル (Angelus of Jerusalem) にささげた修道院が完成し、その地はサン・アンヘルと呼ばれるようになった。17世紀にカルメル会はさらに南部の山の中にも修道院を建て、現在はデシエルト・デ・ロス・レオネス国立公園になっている。またバスコ・デ・キロガは『ユートピア』の強い影響を受けてサンタフェに病院などを建設した。
メキシコ独立革命の後、1824年にメキシコシティ連邦区が成立したが、サン・アンヘルはその中に含まれていなかった。米墨戦争の後に連邦区が拡大され、サン・アンヘルを含むようになった。当時サン・アンヘルはトラルパンの一部をなしていた。その後何度か連邦区は再構成されたが、メキシコ革命後の1928年に13の区が成立し、サン・アンヘルはその1つであった。同年、大統領に再選されたアルバロ・オブレゴンがサン・アンヘルのレストランで暗殺された。1932年、サン・アンヘルはビジャ・アルバロ・オブレゴンと改称された。1970年にメキシコシティが16区に再整理されるとアルバロ・オブレゴンが正式名称になった。
サン・アンヘル北部は隣接するトラルパンと同様、シトレ火山の溶岩が固まったペドレガルという岩だらけの土地で、人間が住むには適さないと考えられていたが、1950年代にルイス・バラガンはペドレガルの住宅化を行った。1970年代にはメキシコシティの他の地域と同様に人口が増加した。このために起きた高地の住宅化、とくに不法な集落の形成は雨季の地滑りや森林破壊、水質汚濁などの社会的・生態的問題を引きおこした。